# Каспан
Каспа́н (каз. Қаспан) — село у складі Кербулацького району Жетисуської області Казахстану. Адміністративний центр Каспанський сільського округу.
Населення — 933 особи (2021; 994 у 2009, 829 у 1999, 996 у 1989).